# Wasser und Abfall
Wasser und Abfall ist eine Fachzeitschrift des Bunds der Ingenieure für Wasserwirtschaft, Abfallwirtschaft und Kulturbau. Sie erscheint in zehn Ausgaben jährlich seit 2002. Im Jahr 2008 erschien die englischsprachige Sonderausgabe Water and Waste. Die Fachzeitschrift verfolgt die Ziele, technisch-wissenschaftliche Fachergebnisse zu veröffentlichen und die gesellschaftlichen Auswirkungen des Umweltschutzes darzustellen und zu bewerten. Neben wechselnden Titelthemen liegen die Schwerpunkte der Zeitschrift auf den Gebieten Wasserwirtschaft, Wasserbau, Hochwasserschutz, Abfallwirtschaft, Bodenschutz, Grundwasserschutz und Gewässerentwicklung.